# Diecezja północno-wschodniej Ameryki
Diecezja północno-wschodniej Ameryki – diecezja Malankarskiego Kościoła Ortodoksyjnego z siedzibą w Nowym Jorku.
Została erygowana w 1976. Dotychczas diaspora malankarska w Ameryce podlegała biskupowi Bombaju.